# Morawitzella nana
Morawitzella nana är en biart som först beskrevs av Morawitz 1880.  Morawitzella nana ingår i släktet Morawitzella och familjen vägbin. Inga underarter finns listade i Catalogue of Life.